# Broadway Melody of 1936
 Broadway Melody of 1936 es una película musical estrenada por Metro-Goldwyn-Mayer en 1935. En Nueva York, la película se estrenó en el Capitol Theatre, sede de muchos estrenos prestigiosos de MGM. Fue una especie de continuación de la exitosa The Broadway Melody estrenada en 1929, aunque la historia no guarda ninguna relación con la película anterior más allá del título y algo de música.
La película fue escrita por Harry W. Conn, Moss Hart , Jack McGowan y Sid Silvers . Dirigida por Roy Del Ruth y protagonizada por Jack Benny, Eleanor Powell, Robert Taylor, June Knight, Frances Langford y Vilma Ebsen (en su debut cinematográfico), fue nominada al Óscar a la Mejor Película.

## Sinopsis
Un columnista crea un escándalo cuando descubre que un productor ha asignado el rol principal a la novia de su niñez.

## Reparto
- Jack Benny como Bert Keeler
- Eleanor Powell como Irene Foster
- Robert Taylor como Robert Gordon
- Una Merkel como Kitty Corbett
- Sid Silvers como Snoop Blue
- Buddy Ebsen como Ted Burke
- June Knight como Lillian Brent
- Vilma Ebsen como Sally Burke
- Nick Long Jr.  como Basil Newcombe
- Robert John Wildhack   como Hornblow
- Paul Harvey como Scully
- Frances Langford como ella misma
- Harry Stockwell como él mismo

## Taquilla
Según los registros de MGM, la película ganó $ 1,655,000 en los EE. UU. Y Canadá y $ 1,216,000 en otros lugares, lo que resultó en una ganancia de $ 691,000.